# روي ماك
روي ماك (بالإنجليزية: Roy Mack)‏ هو شخصية أعمال أمريكي، ولد في 1889، وتوفي في 11 فبراير 1960.